# 馬連基
49°46′23″N 26°44′20″E / 49.77306°N 26.73889°E
馬倫基（烏克蘭語：Маленки）是位於烏克蘭西部的村莊，由赫梅利尼茨基州裡赫梅利尼茨基區的安東尼尼市鎮負責管轄。該村面積2.1平方公里，海拔高度300米，2001年人口385，人口密度每平方公里182.2人。